# Madonna col Bambino in trono tra i santi Giovanni Battista e Caterina d'Alessandria
La  Madonna col Bambino in trono tra i santi Giovanni Battista e Caterina d'Alessandria è un dipinto olio su tela realizzato da Giovanni Maria Baldassini  nel 1595, firmato: MDLCCCCV / DONNA VINCENSA ZANSI / .G.B.P per la chiesa del chiesa di Sant'Agostino, di Gubbio.

## Storia
Il quadro raffigurante la Madonna in trono con Bambino e santa Caterina d'Alessandria, nell'atto classico del matrimonio mistico e con san Giovanni Battista, è posto come pala d'altare della chiesa agostiniana di Gubbio nella quarta cappella che fino al 1731 risulta fosse dedicata al Presepe e successivamente, dopo che venne posto il quadro a soggetto, alla Samaritana.
Il dipinto del Baldassini fu spostato varie volte dall'ubicazione originaria, fino a essere collocato solo agli inizi del XX secolo nella definita sede. Originariamente era conservato come pala d'altare della cappella dedicata alla santa alessandrina. Nel 1731 risulta che fosse posto come pala dell'altare dedicato a santa Caterina d'Alessandria, che godeva del giuspatronato del convento attiguo alla chiesa, descritto con l'ottima cornice: le cornigi con più fili dorati. Fu poi nel 1888 nuovamente spostato nel terzo altare a sinistra entrando in chiesa, per essere poi collocata nel 1912 nella quarta cappella.
La scritta posta sul dipinto conferma la commissione di Donna Vincenza Zanzi.

## Descrizione
Il dipinto è un'opera matura dell'artista. Raffigura la Madonna posta su di un trono inserito nella nicchia di un importante fabbricato, con le colonne a tortiglioni marmoree laterali che reggono un'importante struttura a lacunari come l'edicola di un altare. Il trono è posto sopra un gradone raffigurante un bassorilievo con la santa Caterina tra i rettori e i filosofi che la interrogano, chiamati a convincerla a rinunciare alla fede dall'imperatore Massenzio. A destra la santa alessandrina è genuflessa nell'atto di ricevere l'anello dal Bambino Gesù che siete tra le braccia della Madre. La santa è raffigurata in abiti signorili damascati, che ricordano il suo alto ceto sociale, era infatti figlia di re, nella classica posizione che la pittura rappresenta il matrimonio mistico. Accanto a lei la ruota simbolo del suo martirio e ai piedi la spada con cui fu decapitata. A sinistra san Giovanni Battista che volto verso l'osservatore indica il Bambino, come via e vita da seguire.
I due santi sono posti sopra un piedistallo dove è presente la scritta MDLCCCCV / DONNA VINCENSA ZANSI / .G.B.P.. La tela è conservata in una cornice di buona fattura simile a quelle delle tele poste negli altari della chiesa. La parte superiore della cornice riporta la dicitura: VNVM EX / SEP. ALTARIB.
Il dipinto presenta molte assonanze con altre opere dell'artista in particolare con Madonna in trono col Bambino e santi Nicola di Bari e Francesco d'Assisi eseguito nel 1589 e conservato nella Santuario dell'Oliveto di Passignano sul Trasimeno. Anche se questo dipinto ci presenta un artista che non necessita più della riceva continua di forme e colori che davano un tono dall'aspro grafismo, ma con forme più morbide e con una ricerca migliore degli spazi ambientali e dei dettagli, forse questo grazie alla sua vicinanza all'arte di Virgilio Nucci.